# Cultura Hopewell

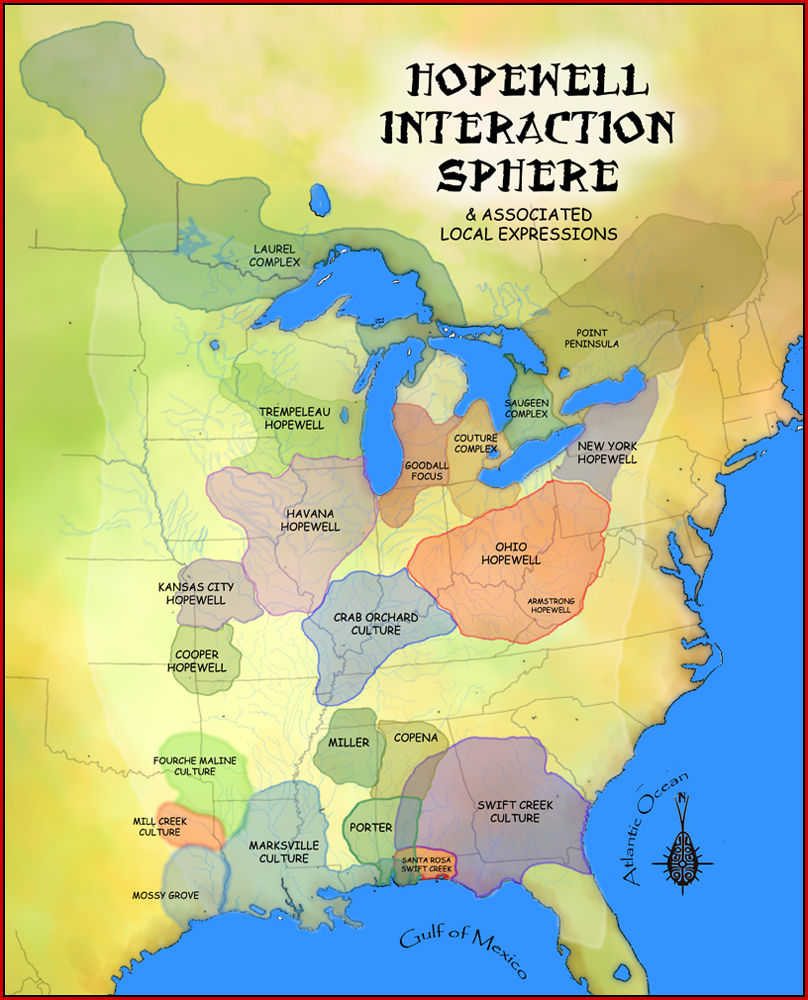
Area di diffusione della cultura Hopewell

La cultura Hopewell, nota anche come Tradizione Hopewell è una cultura sviluppatasi nel Nord America prima del periodo Medio Woodland. La principale area di sviluppo della cultura è quella del sud dell'Ohio e dell'Illinois sud occidentale, fra il fiume Mississippi ed il fiume Illinois. Tuttavia la cultura Hopewell influenzò significativamente vaste aree degli Stati Uniti orientali al punto che numerose culture locali del Medio Woodland vengono chiamate culture Hopewell.
La cultura Hopewell fu al centro di un vasto sistema di scambi commerciali, chiamato Hopewell Interaction Sphere che ha interessato una larga area del Nord America orientale che si estendeva dall'Ontario a nord alla Florida a sud, e dallo stato di New York ad oriente fino al Nebraska in occidente. Questo sistema di scambio riguardava non solo manufatti, come vasellame, attrezzi di lavoro, ornamenti, beni di prestigio, e beni esotici che non erano reperibili localmente, ma anche procedure funerarie, tecniche di costruzione dei tumuli e scambi culturali.

## Origini del nome
Il termine Hopewell fu coniato dall'archeologo americano Warren Moorehead che negli scavi effettuati nel 1891-1892 trovò circa 30 tumuli nella fattoria del capitano Mordecai Hopewell presso Chillicothe nella contea di Ross nell'Ohio meridionale. Il sito scavato da Moorehead è ora noto come Hopewell Mound Group e fa parte del Parco nazionale storico della Cultura Hopewell.

## Storia e cultura

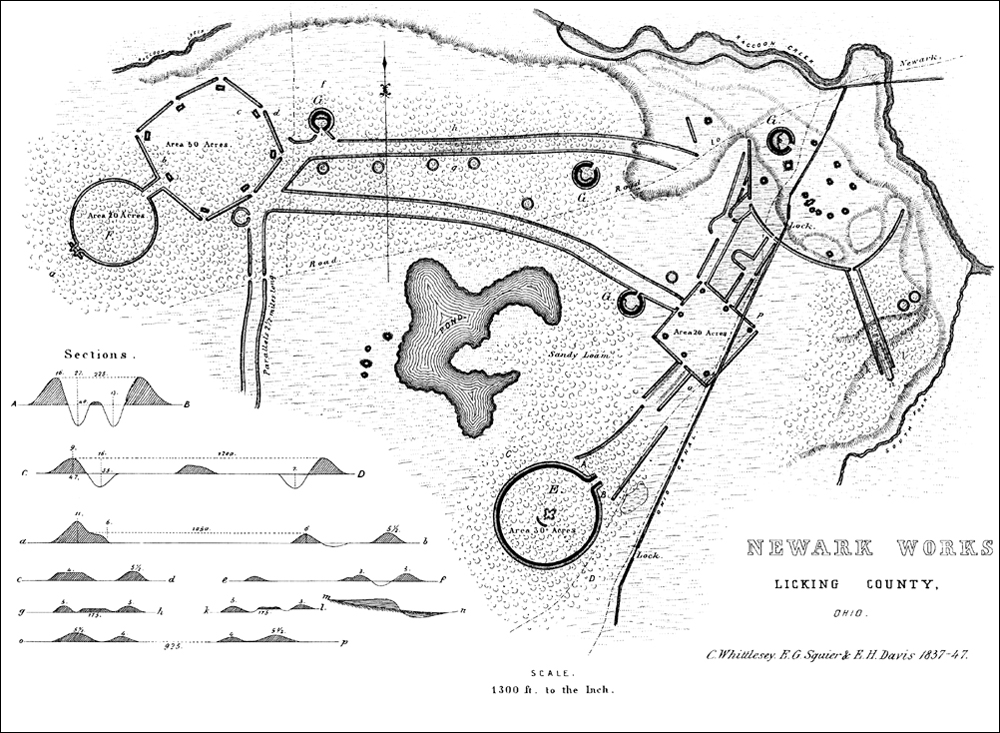
Antica mappa del sito di Newark Earthworks (Ohio) che mostra i vari tumuli fra cui uno ottagonale usato come osservatorio lunare

La cultura Hopewell si sviluppò intorno all' 8000 a.C. nella valle dell'Ohio, in quello che è oggi l'Ohio meridionale. Quasi contemporaneamente all'apparire di ceramiche Hopewell ed altri aspetti caratteristici di questa cultura in Ohio, gli stessi tratti compaiono anche nel sud dell'Illinois.
Secondo alcuni studiosi la cultura Hopewell sarebbe una evoluzione della cultura di Adena che è esistita negli stessi luoghi in precedenza. Analisi al radiocarbonio mostrano che le due culture sono coesistite nella valle dell'Ohio per diversi secoli.
La sussistenza degli Hopewell era dovuta principalmente alla raccolta di piante selvatiche ed alla caccia. L'agricoltura era praticata, ma riguardava sostanzialmente solo piante locali che erano state addomesticate durante il primo Woodland: Amaranto, chenopodium, iva annua e girasole. La coltivazione del mais, pure presente, non costituiva un elemento essenziale della loro dieta. Altre piante di origine Mesoamericana, quali zucche e zucchine, erano conosciute, ma poco utilizzate. Altri importanti alimenti erano piccoli mammiferi, tacchini, pesci e molluschi.
Uno dei tratti più significativi della cultura Hopewell è quello relativo alla costruzione di tumuli funerari. Gli Hopewell ripresero l'usanza della cultura di Adena di costruire i tumuli all'interno di "cerchi sacri", ma i loro tumuli erano molto più grandi. I tumuli avevano forme geometriche circolari, quadrate, ma anche ottagonali, ed in alcuni casi erano collegati fra loro da vere e proprie strade sopraelevate in terra. Questi terrapieni (earthworks) avevano per lo più una funzione cerimoniale, ma alcuni di questi possono essere stati opere difensive.

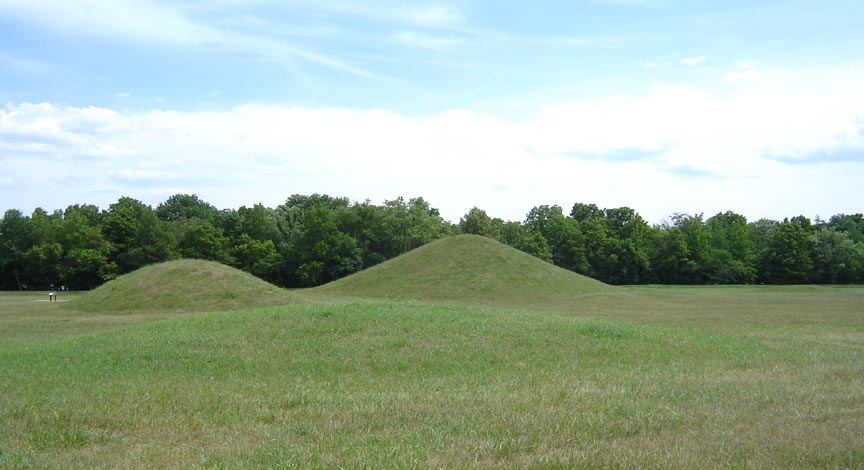
Tumuli funerari nel sito di Hopewell Mound Group

I tumuli più grandi e più ricchi di tombe sono stati rinvenuti nella valle del fiume Scioto, un affluente dell'Ohio. Nel sito di Hopewell Mound Group si trovano oltre 30 tumuli in un'area di circa 45 ettari. Il tumulo più grande misura circa 150 metri di lunghezza e 9 di altezza ed è il più grande tumulo funerario della cultura Hopewell ad oggi rinvenuto. Il secondo più grande tumulo funerario Hopewell si trova nel sito di Seip Earthworks lungo il Paint Creek, un affluente dello Scioto. Il tumulo Seip era originariamente di circa 76 metri di lunghezza, 46 metri di larghezza e 9 metri di altezza. Altri tumuli importanti in Ohio sono il tumulo Turner, nel Sito Villaggio Perin, il tumulo Harness nel sito di Liberty Earthwork ed il tumulo Tremper nel sito di Tremper Mound and Works. Otto di questi complessi di tumuli in Ohio sono stati iscritti nella Lista dei patrimoni dell'umanità dell'UNESCO nel 2023 come un sito seriale denominato Opere in terra cerimoniali di Hopewell.
I tumuli funerari della valle dell'ìIllinois risultano essere più piccoli e meno "ricchi" di reperti archeologici di quelli dell'Ohio. Il più grande di essi è il Ogden-Fettie Mound nel sito di Dickson Mounds che misura 61 x 53 metri alla base con una altezza di 4 metri.
Nei tumuli funerari venivano disposti i corpi di decine, ed anche centinaia, di individui. Si calcola che nei sei principali tumuli della valle dell'Ohio siano stati seppelliti oltre mille individui. Le modalità di sepoltura erano varie: sepoltura del corpo intero sia in posizione distesa che in posizione piegata, sepoltura del corpo disarticolato, sepoltura delle ceneri dopo la cremazione. Sia i corpi che i resti della cremazione venivano quindi posti in ossari fatti con pali di legno, queste costruzioni venivano quindi bruciate ed i tumuli venivano realizzati sopra di esse. Le persone di rango elevato venivano solitamente sepolte in tombe di legno all'interno degli ossari in cui erano anche posti una grande quantità di beni di lusso e oggetti esotici. Oggetti tipici rinvenuti in queste tombe sono strumenti e ornamenti fatti in rame, mica, argento e guscio di tartaruga. Gli ornamenti erano solitamente costituiti da braccaletti e orecchini in rame, bottoni di pietra o legno ricoperti di rame, corpetti in rame, collane di canini di orso.
L'acquisizione di materiali esotici, di cui erano fatti molti dei beni rinvenuti nelle tombe, avveniva grazie alla vasta rete di scambi commerciali che costituisce uno dei tratti più peculiari della cultura Hopewell. Questa rete, nota come Hopewell Interaction Sphere, era in grado di coprire grandi distanze. Basti pensare ai luoghi di provenienza dei materiali citati in precedenza: mica e clorite provenivano dalla Carolina del Nord e dal Tennessee, il rame dalle miniere del lago Superiore, la galena dalla valle superiore del Mississippi e dalla catena dei monti Ozark, la selce dall'Indiana, il calcedonio dal Dakota del Nord e l'ossidiana dalla zona dell'attuale parco di Yellowstone in Wyoming. Inoltre conchiglie, gusci di tartaruga, denti di squalo e di coccodrillo e mascelle barracuda provenivano dalle zone costiere della Florida.

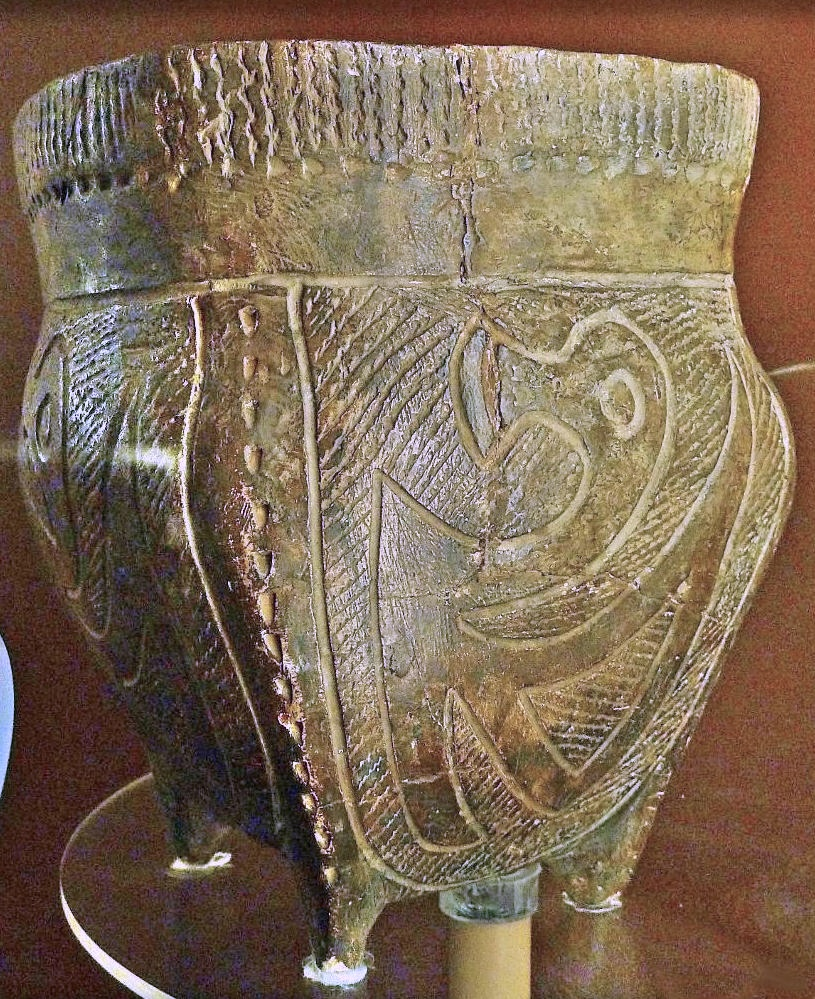
Vaso Hopewell con disegno stilizzato di uccello

Un altro elemento caratteristico della cultura Hopewell è quello della ceramica che veniva prodotta con argille locali. I ceramisti hopewell, probabilmente donne, realizzarono vasi e ciotole di varie forme e finemente decorati. Le caratteristiche delle ceramiche costituiscono un elemento marcatore delle varie sottoepoche e gruppi culturali. Frammenti di ceramiche sono stati rinvenuti in fosse al di sotto dei tumuli Hopewell o in nascondigli all'interno dei tumuli stessi, in pochi casi le ceramiche erano nelle tombe insieme ai corpi sepolti. Le ceramiche venivano utilizzate per cucinare o come contenitori, ma anche per scopi cerimoniali o religiosi. Queste ultime erano solitamente più sottili e più finemente decorate. I vasi erano solitamente suddivisi in zone tramite delle linee incise, le varie zone erano poi decorate secondo diverse tecniche. Un elemento abbastanza ricorrente sono disegni stilizzati di uccelli, tipicamente falchi o anatre.
Le due principali tipologie di ceramiche hopewell sono quelle dette Havana Ware e Hopewell Ware. I vasi Havana erano fatti di argilla spessa e temperati con arenaria. Venivano usati per la cottura di cibi e come contenitori. Erano solitamente di grandi dimensioni, le pareti erano spesse (8-10 mm), la forma allungata e con l'imboccatura larga. Il bordo solitamente era dritto e abbastanza verticale con l'orlo smussato, le spalle non molto marcate e la base conoidale. Le decorazioni consistevano in intagliature del bordo, brevi incisioni dritte o oblique del bordo prodotte con corde avvolte su stecche o con punzoni dentellati. linee incise dritte o curvilinee potevano suddividere il corpo del vaso in zone geometriche che venivano a loro volta decorate o anche lasciate lisce.
Le ceramiche Hopewell erano solitamente realizzate con argille temperate con calcare triturato, anche se in alcuni casi poteva essere usata ghiaia o sabbia finemente tritate. I vasi Hopewell erano generalmente di piccole dimensioni (altezza 10-15 cm), avevano pareti sottile (3-5 mm), una spalla ben marcata, con la base che poteva essere arrotondata o appiattita. Il bordo superiore era alto e spesso aveva una scanalatura sulla sua superficie interna. Oltre ai classici vasi la ceramica Hopewell prevedeva anche delle scodelle basse e vasi con forme irregolari. La decorazione del bordo esterno il più delle volte è costituita da sottili linee trasversali delimitato da una fila di punteggiatura semi-conica, anche se possono verificarsi anche altre decorazioni con punzoni dentati, incisioni, o altri elementi decorativi. Il corpo del vaso è spesso decorato con disegni delimitati da linee curvilinee e/o lineari. I disegni sono spesso costituiti da artigli di falco stilizzati o altri motivi ispirati ad uccelli.

## Diffusione della cultura Hopewell
Dai suoi luoghi di origine nel sud Illinois (cultura Havana Hopewell) e nella valle dell'Ohio (cultura Ohio Hopewell) la tradizione Hopewell si diffuse in tutto l'Eastern Woodlands dando luogo ad una serie di culture locali. Fra queste:
- nel nord-est:
  - il Point Peninsula Complex nell'Ontario e nello stato di New York;
  - il Saugeen Complex lungo la riva sud est del lago Huron e la Penisola di Bruce;
  - il Laurel Complex nell'area a cavallo fra Stati Uniti e Canada intorno al Lago Superiore;
  - la cultura Trempeleau nel Wisconsin;
  - la cultura Goodall nel Michigan e Indiana settentrionale;
  - la cultura Crab Orchard nell'area fra Indiana, Illinois e Kentucky;
  - le culture Kansas City Hopewell e Cooper nel Missouri.
- nel sud-est:
  - la cultura Miller nel nord-est del Mississippi e Alabama centro-occidentale.
  - la cultura di Fourche Maline nell'area del sud-ovest dell'Arkansas, Louisiana nordoccidentale, e nord-est del Texas;
  - la cultura di Copena nell'Alabama settentrionale;
  - la cultura di Marksville nella bassa valle del Mississippi;
  - la cultura Porter in Alabama;
  - la cultura di Santa Rosa in Florida;
  - la cultura di Swift Creek nell'area fra Georgia, Alabama e Florida settentrionale;